# 山西航空4218號班機空難
山西航空4218號班機是山西航空承包的一趟遊覽觀光航班。1988年10月7日，該航班由一架編號為B-4218的飛機執行。当天13時30分许，飛機从临汾地区某機場起飛，約一分鐘後，一號引擎故障，飛機由於推力不平衡加上超載，十五秒後即墜毀在一家餐廳，導致機上44人遇難，只有4人生還，地面也有兩人遇難。

## 涉事飛機
涉事飛機註冊編號為B-4218，機齡32年，於1956年首飛並交付給山西航空，配置兩台气冷双排星形活塞发动机。

## 事發過程
事發當天13時30分許，4218號班機從臨汾地區某機場起飛。起飛後約90秒時，飛機一號引擎故障停止工作，導致飛機左右嚴重不平衡，加上飛機超重，引擎失效15秒後即墜毀在機場附近的一家餐廳以及工廠上，機上44人遇難，只有4人生還，地面有兩人遇難。

## 事發原因
伊爾-14運輸機最大載客量為14人，而山西航空的座位安排為12人，但當時飛機一共搭載48人，超載幾乎三倍。此外飛機的螺旋槳故障導致飛機傾斜，也是事故的一大主因。